# Joseph Emanuel Fischer von Erlach
Joseph Emanuel Fischer von Erlach, detto anche Fischer von Erlach der Jüngere (Fischer von Erlach il Giovane) (Vienna, 13 settembre 1693 – Vienna, 29 giugno 1742), è stato un architetto austriaco.
Era il secondo figlio di un altro famoso architetto austriaco, Johann Bernhard Fischer von Erlach.

## Biografia
Egli sviluppò inizialmente la sua inclinazione per l'architettura all'ombra del padre, nello studio paterno.
Verso il 1711 disegnò i progetti del padre (ad esempio Palazzo Dietrichstein a Vienna, Palazzo Trautson, Cancelleria della corte boema, Palazzo Schwarzenberg sulla Neuer Markt) e collaborò anche alla preparazione della pubblicazione Entwurf einer historischen Architektur (Progetto per un'architettura storica), nei cui quattro volumi vi sono numerosi sue illustrazioni. In questo modo egli venne presto a contatto con i nobili committenti del padre e con l'architettura storica e moderna. Il padre lo indusse anche alla elaborazione della pubblicazione Prospekte und Abrisse einiger Gebäude von Wien, daselbst gezeichnet von J.E.F.v.E. (Prospetti e compendi di un edificio di Vienna disegnati dallo stesso J.E.F.v.E.), con una prefazione dell'antiquario di corte Carl Gustav Heraeus. La pubblicazione venne successivamente proseguita dall'incisore e artista in vedute Salomon Kleiner.
Egli ricevette lezioni da Gottfried Wilhelm von Leibniz, che fino al 1714 soggiornò a Vienna e che viaggiò con il padre di Joseph Emanuel. Entrambi ottennero dall'imperatore Carlo VI un contributo alle spese di viaggio per Joseph Emanuel. Essi lo condussero con loro in Italia tra il 1713 e il 1714, dove, fra gli altri, incontrarono il noto archeologo Francesco de' Ficoroni. Tra il 1717 e il 1719 egli si trattenne in Francia presso il capomastro di corte Robert de Cotte, l'architetto Germain Boffrand ed il filologo Bernard de Montfaucon. Inoltre si recò anche a Leida ed a Londra, ove studiò la nuova invenzione della macchina a vapore e probabilmente v'incontrò anche Isaac Newton. Il costruttore Isaac Potter ,lo seguì nel suo viaggio di ritorno in Austria, ove Joseph Emanuel rientrò nel 1722 come eminente ed esperto architetto. Qui cercò di accaparrarsi un posto come architetto di corte, che ottenne nel dicembre di quell'anno. Dopo la morte del padre, avvenuta nel 1723, il posto di primo architetto di corte andò a Johann Lucas von Hildebrandt, ma nel 1725 Joseph Emanuel riuscì a subentrargli nell'incarico, con l'appoggio del suo potente mecenate, il direttore delle costruzioni di corte, conte Gundaker von Althan, che voleva far completare a Joseph Emanuel i progetti non ancora portati a termine dal padre. Nel 1729 fu nominato consigliere della Camera imperiale. Nel corso delle sue opere si affidò sempre più fortemente al proprio talento tecnico e così alla costruzione di macchine a vapore, che compirono eccezionali servizi nei lavori di miniera. Nel 1735 fu premiato in conseguenza con il titolo nobiliare di barone. 
Nel 1727 aveva sposato Maria Anna von Dietrich, dalla quale ebbe sette figli. Egli abitò nella Gerstenbrandischen Haus, nei pressi della porta Kärntner; possedeva una significativa raccolta artistica ed un'enorme biblioteca. La moglie morì nel 1740 e lui due anni dopo, lasciando un imponente patrimonio di 130.000 fiorini.

## Lavori

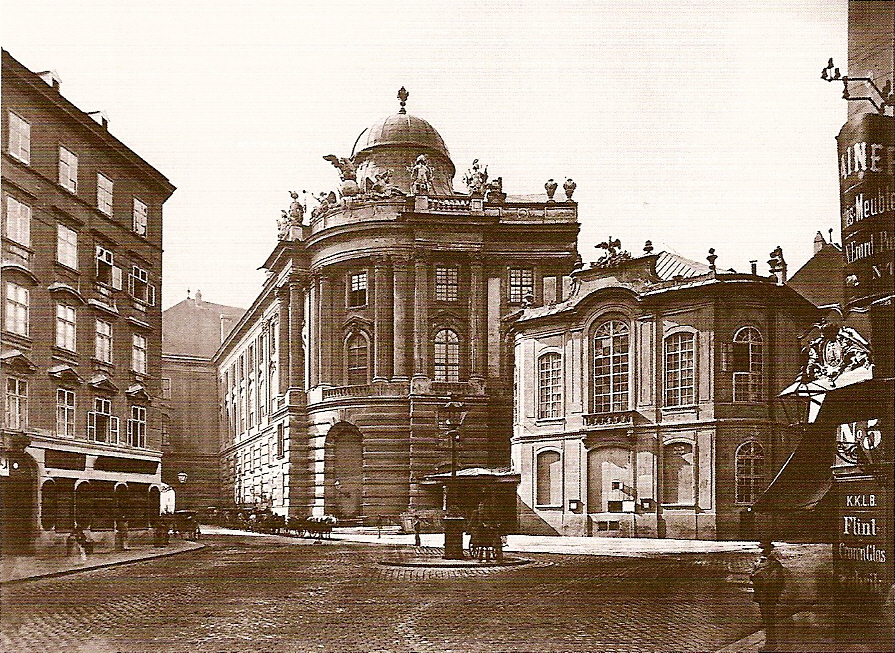
La scuola invernale di equitazione dietro il vecchio Burgtheater (Michaelerplatz)

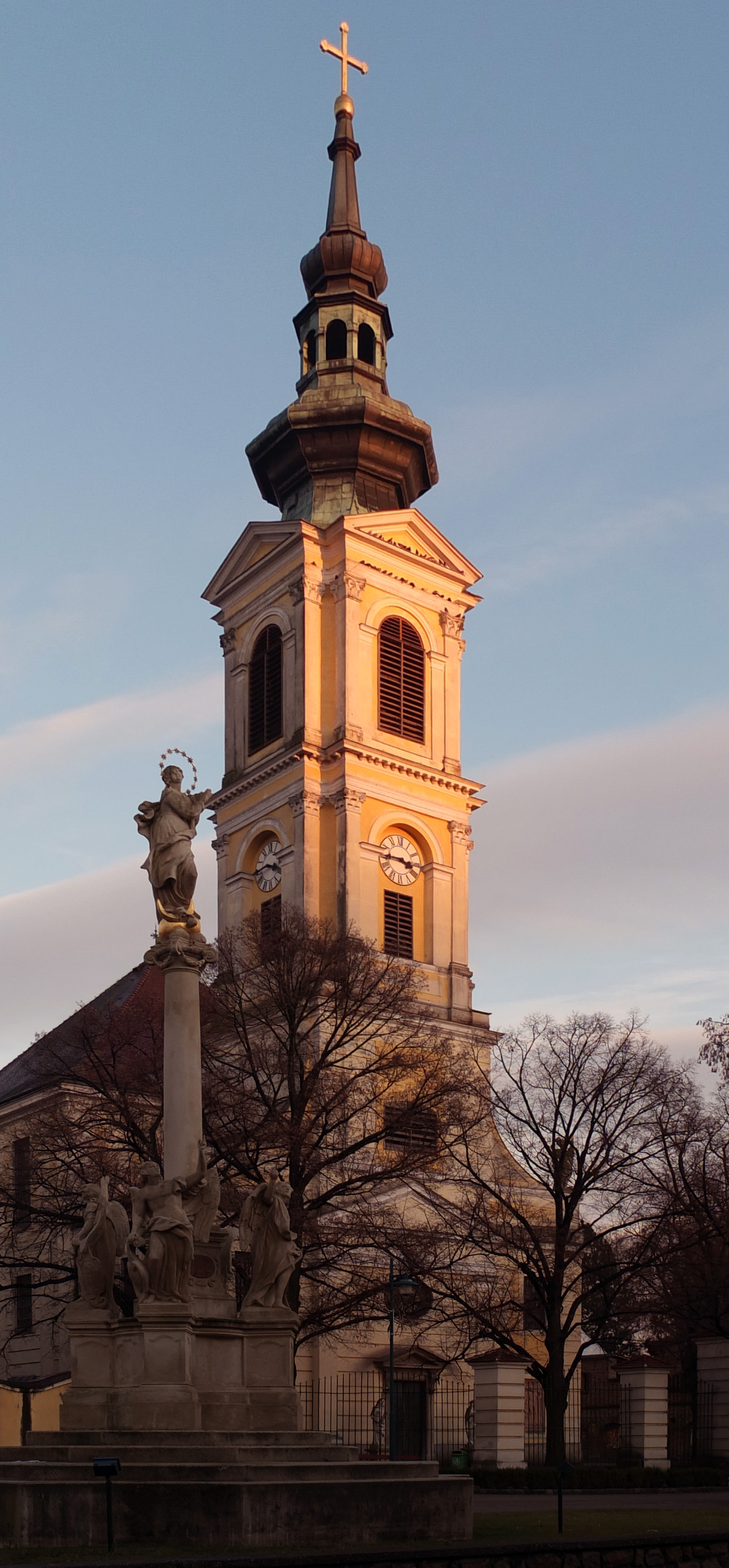
Parrocchia cattolica di San Giorgio a Großweikersdorf (piazza principale)

Egli proseguì alcuni progetti del padre, in particolare la  Chiesa di San Carlo Borromeo, la Biblioteca di Corte e la Scuola invernale di Equitazione dello Hofburg.
Risale a lui il progetto del cammino dallo Hofburg alla Michaelerplatz, che fu realizzato, con piccole modifiche, solo negli anni dal 1889 al 1893 da Ferdinand Kirschner. Sui suoi progetti si è basato Georg Christian Unger per la realizzazione, fra il 1775 e il 1780, della Biblioteca reale di Berlino.
Nel 1728 rimpiazzò Johann Lucas von Hildebrandt nella costruzione del Reichskanzleitrakt dello Hofburg.
Per il resto vi sono poche opere accertate come sue, per incertezza nei documenti. Sono da menzionare il Palazzo Althan nel distretto viennese di Landstraße, demolito nel 1847, il corpo principale del castello di Eckartsau e il castello di Thürnthal a Fels am Wagram.

## Impostazione
Al contrario del padre, che aveva sempre pensato in termini di architettura "tettonica", il figlio ebbe sempre riguardo alla vista della facciata degli edifici. Le sue facciate tuttavia sono altra cosa che quelle di Hildebrandt e dei suoi numerosi seguaci, senza eccessivi ornamenti, bensì strutturate con semplicità e razionalità. Egli è apprezzato come l'architetto austriaco, che più si è avvicinato al classicismo barocco del periodo contemporaneo nell'Europa occidentale.

## Opere
- Edifici monumentali 
  - Progetto del Michaelertrakt  dell'Hofburg, 1726
  - Realizzazione della Biblioteca imperiale di corte in Vienna
  - Scuola invernale di equitazione
  - Reichskanzleitrakt dello Hofburg  (prosecuzione dell'opera di Hildebrandt)
  - Completamento delle scuderie di corte (Hofstallgebäude, oggi: MuseumsQuartier), 1725
  - Trasformazione dell'Abbazia di Klosterneuburg

- Castelli e palazzi
  - Castello di Eckartsau
  - Ristrutturazione del Castello di Thürnthal, 1725
  - Ristrutturazione del Castello di Kirchstetten
  - Ristrutturazione del Castello di Joslowitz (Jaroslavice, Moravia)
  - Ristrutturazione del Castello di Austerlitz (Slavkov, Mähren)
  - Ristrutturazione del Castello di Seelowitz (Židlochovice)
  - Ristrutturazione del Castello di Frain (Vranov nad Dyjí, Moravia)
  - Palazzo Althan (Gartenpalais)
  - Completamento del Palazzo Schwarzenberg (Gartenpalais) a Vienna
  - Ristrutturazione del Palazzo Lamberg a Vienna, 1730
  - Ristrutturazione del Palazzo Lobkowitz a Vienna
  - Progetto del Palazzo della Ritterakademie a Liegnitz
- Edifici sacri
  - Prosecuzione lavori della  Chiesa di San Carlo Borromeo a Vienna
  - Chiesa parrocchiale in Großweikersdorf
  - Ricostruzione della chiesa parrocchiale e della canonica in Schaffa/Šafov (Moravia), 1745
- Altro
  - Costruzione della Fontana dello sposalizio sullo Hoher Markt di Vienna secondo il progetto paterno
  - Tempio sul Graben di Vienna
  - Numerosi monumenti, giardini, monumenti funerari e altari

Macchine a vapore (Macchine di Thomas Newcomen)
- - Kassel, 1722
  - Giardino del Palazzo Schwarzenberg sul Neuer Markt a Vienna
  - Schemnitz presso Königsberg, 1723, insieme a Isaac Potter

## Pubblicazioni
- Joseph Emanuel Fischer von Erlach/Johann Adam Delsenbach: Prospecte und Abrisse einiger Gebäude von Wien Frontispiz:] Anfang/Einiger Vorstellungen der Vornehmsten Gebäude/so wohl innerhalb der Stadt als in denen Vorstädten von Wien/wovon mit der Zeit das Abgehende nachfolgen soll/Commençement de Vues et de Façade principales dans la Ville & aux Fauxbourgs de Vienne dont le public aura à attendre la suite avec le terme, Wien 1715 (Augsburg 2. Auflage 1719)
- Joseph Emanuel Fischer von Erlach: Perspective Views of Palaces and Public Edifices in Germany, chiefly such as are situated in the City of Vienna, London 1740